# 9K32 스트렐라-2
9K32 스트렐라-2는 소련이 개발한 휴대용 지대공 미사일이다. 나토명은 SA-7 그레일이다.

## 역사
스트렐라는 러시아어로 화살이란 뜻이다.
수동 적외선 유도 유도로 저고도의 항공기를 표적으로 삼고 고폭탄 탄두로 파괴하도록 설계되었다.
성능면에서 미국 육군 FIM-43 레드아이와 대체로 유사한 Strela-2는 1970년에 본격적인 생산이 시작된 소련 최초의 휴대용 SAM이다.
CIA는 소련의 SA-7이 레드아이를 모방했다고 결론지었다.
Strela-2는 냉전 시대의 필수품이었고 소련과 그 동맹국, 혁명 운동을 위해 엄청나게 많이 생산되었다. 그 이후로 더 발전된 모델로 대체되었지만, Strela와 그 변종은 많은 국가에서 계속 사용되고 있으며 1972년 이후 거의 모든 지역 분쟁에서 널리 사용되었다.

## 우크라이나
2022년 러시아의 우크라이나 침공에서, 독일이 우크라이나에 과거 동독군이 사용하던 9K32 스트렐라-2 미사일 2700기를 공급하기로 했다.
1960년대 후반 실전 배치된, 오래된 미사일이지만 명중률은 스팅어 미사일과 비슷한 것으로 알려졌다. 최대 사거리 4.2킬로미터, 요격고도 2,3킬로미터로 헬기나 소형 수송기 같은 저속 항공기나 Su-24 같은 지상공격기를 격추할 수 있다.

## 같이 보기
- 9K31 스트렐라-1: SA-9 Gaskin
- 9K32 스트렐라-2: SA-7 Grail
- 9K34 스트렐라-3: SA-14 Gremlin
- 9K35 스트렐라-10: SA-13 Gopher